# 1497

## Родени
- Георги Софийски Нови, български светец
- 18 август – Франческо Канова да Милано, италиански композитор († 1543)
- Св. Георги Нови Софийски, български мъченик

## Починали
- 4 октомври – Беноцо Гоцоли, италиански художник